# يوم أوروبي للطب الإشعاعي

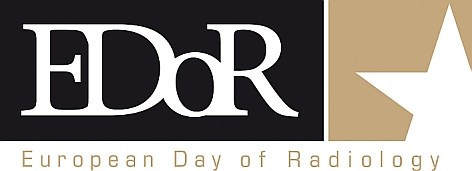

اليوم الأوروبي للطب الإشعاعي (EDoR) هو يوم سنوي للعمل الذي حدث لأول مرة في 10 من فبراير 2011م. حيث يعتبر هذا اليوم مبادرة من الجمعية الأوروبية للطب الإشعاعي، وهي المنظمة التي تُمثل مصالح الطب الإشعاعي وممارسيه في جميع أنحاء أوروبا ويستضيف أيضًا المؤتمر الأوروبي للطب الإشعاعي.

## نبذة تاريخية
سيُعقد اليوم الأوروبي للطب الإشعاعي للمرة الأولى في 10 من فبراير 2011م، تكريمًا للذكرى السنوية لوفاة فيلهلم كونراد رونتغن (Wilhelm Conrad Röntgen)، الذي كان أول من اكتشف الأشعة السينية.
حيث إن الهدف من اليوم الأوروبي للطب الإشعاعي هو الاحتفال بإنجازات وفوائد علم الأشعة منذ نشأته وحتى الوقت الحاضر وحتى رفع مستوى الوعي العام.

## الدول المشاركة
الجمعيات الوطنية للطب الإشعاعي المشاركة في هذه المبادرة هي من النمسا وبلجيكا وجمهورية التشيك وكرواتيا وفرنسا وجورجيا وهنغاريا وأيرلندا وإيطاليا وليتوانيا وهولندا وبولندا والبرتغال ورومانيا وإسبانيا والسويد وسويسرا وتركيا والمملكة المتحدة.

## اليوم الأوروبي للطب الإشعاعي في الدول المتحدثة باللغة الإنجليزية
في أيرلندا، سيتم الاحتفال باليوم الأوروبي الأول للطب الإشعاعي في كلية طب الأشعة، الكلية الملكية للجراحين وفي المملكة المتحدة من قبل الكلية الملكية لطب الأشعة.

## اليوم العالمي للطب الإشعاعي
يُعد اليوم العالمي للطب الإشعاعي خليفة لليوم الأوروبي للطب الإشعاعي الذي عُقد في عام 2011م. وكان اليوم الأول والوحيد لليوم الأوروبي للطب الإشعاعي قد عُقد في 10 من فبراير 2011م لإحياء الذكرى السنوية لوفاة رونتغن.

## وصلات خارجية
- European Day of Radiology -Homepage
- Ehealth News
- European Hospital
- WCR-News
- Royal College of Radiologists